# 馬淵澄夫
馬淵 澄夫（まぶち すみお、1960年8月23日 - ）は、日本の政治家。立憲民主党所属の衆議院議員（8期）。
国土交通大臣（第14代）兼海洋政策担当大臣兼内閣府特命担当大臣（沖縄及び北方対策）（菅直人第1次改造内閣）、内閣総理大臣補佐官（東北地方太平洋沖地震による災害及び原子力発電所事故対応担当）（菅直人第2次改造内閣）、国土交通副大臣（鳩山由紀夫内閣・菅直人内閣）、衆議院決算行政監視委員長、同災害対策特別委員長、立憲民主党国会対策委員長（第2代）、同奈良県連代表、民進党選挙対策委員長（第2代）、民主党選挙対策委員長（第17代）、同幹事長代行、同幹事長代理、同政策調査会長代理、一丸の会代表を歴任した。

## 来歴

### 生い立ち
奈良県奈良市生まれ。東京都立上野高等学校、横浜国立大学工学部土木工学科卒業。大学卒業後、三井建設社員を経て、コンピューター関連商品製造販売会社ゼネラルに入社し、同社取締役に就任（当時、非同族では史上最年少の上場企業取締役）。その後同社北米法人最高経営責任者や、文房具会社役員を務める。

### 政界入り

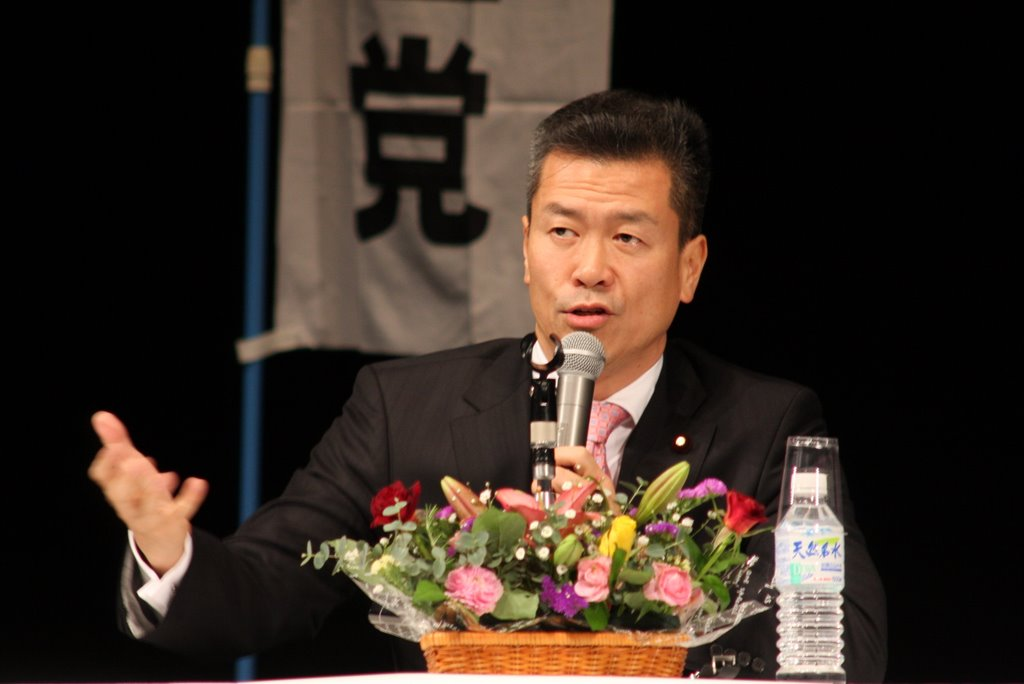
2008年1月25日

2000年、第42回衆議院議員総選挙に民主党公認で奈良1区から立候補したが、自由民主党の森岡正宏に敗れ、落選した。2003年の第43回衆議院議員総選挙では奈良1区で自民党公認の高市早苗を破り、初当選。以後4期連続で小選挙区で当選している。
2005年9月11日の第44回衆議院議員総選挙では、郵政民営化に反対したため自民党の公認を得られず無所属で立候補した森岡、自民党の公認を受けた前奈良市長の鍵田忠兵衛が奈良1区から出馬したが、馬淵が鍵田、森岡の両者を下した（鍵田は比例復活）。同年9月12日、民主党代表の岡田克也が、総選挙大敗の責任をとり辞任を表明。岡田の辞任に伴う代表選挙（9月17日実施）では前原誠司の推薦人に名を連ねた。
当選後は花斉会（野田グループ）に所属し、2008年9月の民主党代表選挙において、領袖である野田佳彦の擁立を模索。しかし、小沢一郎民主党代表（当時）の再選支持が大勢を占めていた民主党内において、野田擁立に動く馬淵の行動は積極的な支持を得られず、野田グループ内でも野田の立候補への賛否は拮抗した。結局、野田は代表選への立候補を見送り、小沢が無投票で再選を果たしたが、野田擁立をめぐる混乱の責任を取る形で馬淵は野田グループを退会した。

### 民主党政権

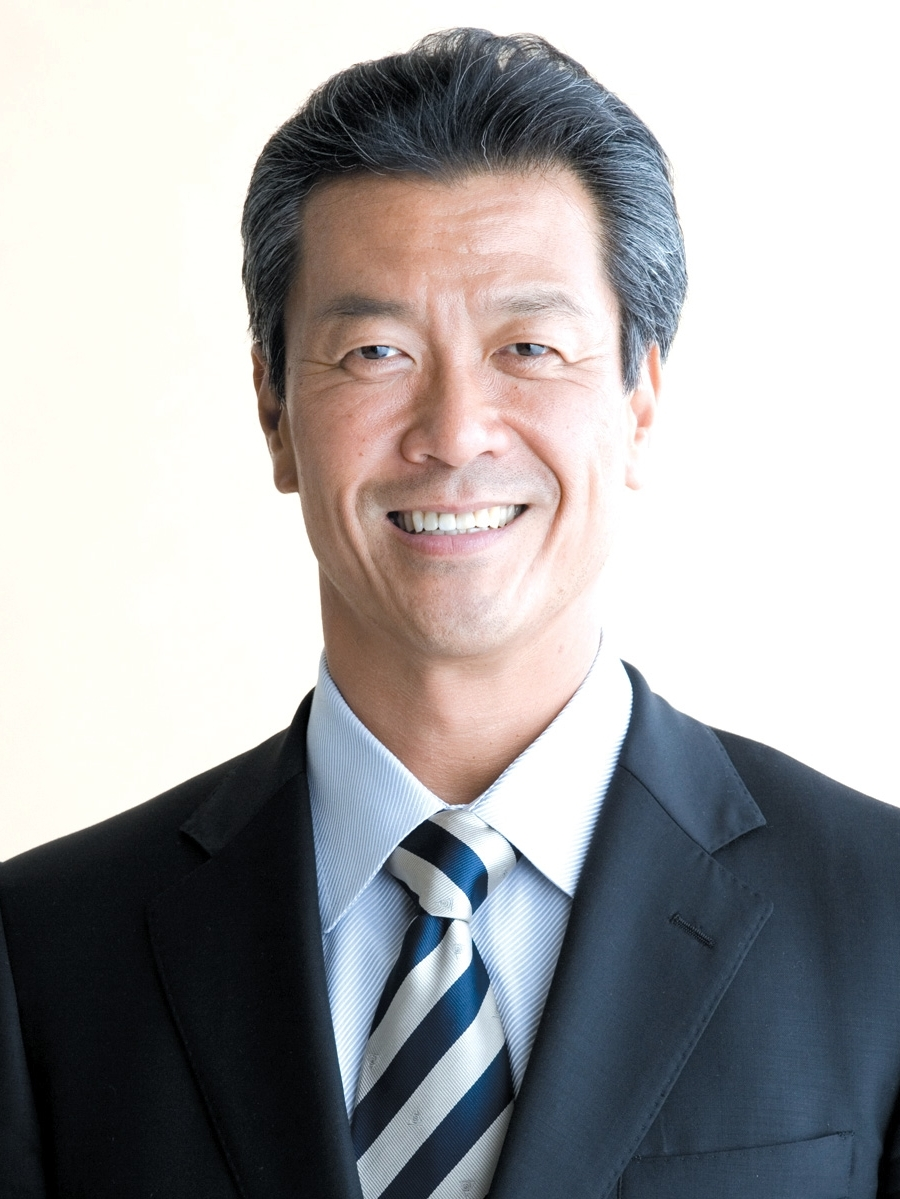
国土交通副大臣時代、内閣広報室より公表された肖像

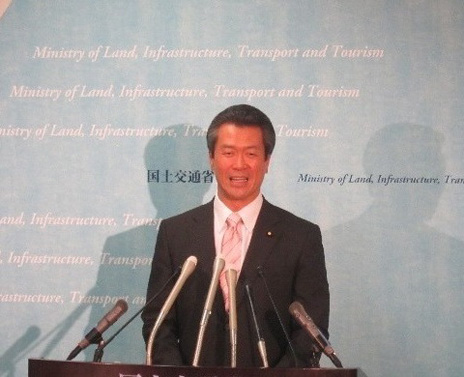
2010年9月17日、菅直人第1次改造内閣での国土交通大臣の就任会見にて

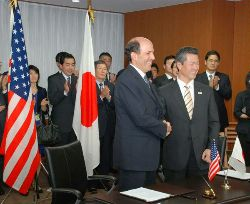
2010年10月25日、駐日アメリカ合衆国大使ジョン・ルース（左）と

2009年の第45回衆議院議員総選挙では、自民党に復党し同党公認で立候補した森岡正宏に比例復活すら許さず、3選。同年9月に発足した鳩山由紀夫内閣において、前原誠司国土交通大臣の下、国土交通副大臣に任命された。2010年6月発足の菅直人内閣においても、国土交通副大臣に再任。
2010年9月、菅直人第1次改造内閣で前原誠司国交相が外務大臣に横滑りしたため、後任の国土交通大臣に副大臣から昇格する形で任命された。あわせて内閣府特命担当大臣（沖縄及び北方対策）及び「海洋に関する施策を集中的かつ総合的に推進するため企画立案及び行政各部の所管する事務の調整」を担当する国務大臣も兼務する。
国交相就任後の2010年11月、民主党政権下で建設中止の方向性が出されていた群馬県の八ッ場ダムについて「私が大臣のうちは『中止の方向性』という言葉には言及しない。予断を持たず（ダムの）検証を進め、その結果に従う」と述べ、前任の前原誠司国交相が表明した建設中止の方針を事実上、撤回した。
八ツ場ダムは洪水予防の前提である利根川流域の基本高水の数値データを裏づける資料が存在しないことが明らかになり、下流の周辺地域での水需要についても実態よりも過大な見積もりがなされていた。これについて馬淵は副大臣の時から「何らかの糸口で見直せないか調べていた」という。大臣となって再検証をするにあたり、「今後この中止の方向性という言葉は言及しないんだということをはっきりと申し上げなければ、それこそ、この検証そのものが何らかの恣意的な方向に向いてしまいはしないかということを考え、こう申し上げた」、「建設を要望される方もいらっしゃいます。反対される方もいらっしゃいます。これを私は、押しなべて皆さん方に納得できる形で検証を進めるべきだと思っております」 と述べており、「『中止の方向性』という言葉には言及しない」という発言は、公平な検証を行うために必要であり、建設そのものを推進する、または中止するという意図を持っているわけではないとしている。
また、前原の表明した建設中止の方針を受け、下流の6都県が2010年度分の事業負担金88億円の支払いを留保した。負担金は地元住民が求める生活再建に充てられており、支払いがストップされると2011年1月には予算が枯渇し、水没予定地から移転する地元住民への生活再建事業が遅れるなどの懸念があった。
しかし、馬淵が「『中止の方向性』という言葉には言及しない」と発言したことにより、2010年12月2日に6都県の知事が支払いに応じると表明、代替地や道路などの整備がストップする事態は避けられた。
同年9月に発生した尖閣諸島中国漁船衝突映像流出事件において、映像を流出させたのが国土交通省の外局である海上保安庁の職員であったため、第176回国会において衆議院に不信任決議案が、参議院に問責決議案がそれぞれ提出され、不信任決議案は11月15日に否決されたが、問責決議は11月27日に可決された。翌年1月の菅直人第2次改造内閣発足に伴い、問責決議を受けた馬淵国交相、仙谷由人内閣官房長官は事実上更迭される形で退任した。その後、民主党広報委員長に就任。
2011年3月の東日本大震災発生を受け、3月26日付で内閣総理大臣補佐官（東北地方太平洋沖地震による災害及び原子力発電所事故対応担当）に任命され、政府と東京電力の合同組織である福島原子力事故対策統合本部の中で、「放射線遮へい/放射性物質放出提言対策チーム」（のちに「中長期対策チーム」と名称変更）の政府側代表者として、放射性物質の飛散を抑制する飛散防止剤のサイト全域への散布、原子炉のカバリング工事など将来の封じ込めまでを視野においた対策を行った。
4月6日からは上記チームと並行して、「スラリー計画」というプロジェクトの責任者も務めることとなった。これは近藤駿介が作成し、首都圏全域が避難対象になると推測した「福島第一原子力発電所の不測事態シナリオの素描（最悪のシナリオ）」を受け、同じ原子力委員だった尾本彰が作成した、被害を最小に食い止めるためのミッションである。
「最悪のシナリオ」によれば、原子炉が一つでも水素爆発を起こすと、サイト内のすべての原子炉が連鎖的に暴走するおそれがあった。「スラリー計画」は、それを防ぐために、最初の水素爆発が起きた段階で砂と水のスラリー（固体と液体が交じり合った流動体）を遠隔地からポンプ車を使って流し込み、原子炉を固めて放射性物質の放出を封じ込めようというものだった。
ただし、発足当時はこの「スラリー計画」のプロジェクトは秘匿され、表向きは「余震対策プロジェクト」と説明された。工程表にその名が記されるようになったのは、5月17日になってからである。6月11日には実際に福島第一原発のサイト内に入域し、カバリング工事やスラリー計画の実施状況の確認、地下水汚染防止のための地中壁の境界の確認、4号機使用済み燃料プールの耐震補強工事の実施状況の確認を行った。
その際、国会議員・政府の人間として初めて高線量下の原発建屋に足を踏み入れた。これについて馬淵は「日々厳しい作業環境を乗り越えて従事する現場の皆さんの安全を確保しながら、対処策を検討し提言していくのが私たち中長期チームの役割でもあります。だから、何よりも現場での確認が重要」、「自ら足を運び現場の状況を確かめ、その命令の重みを自覚し、作業への感謝を伝えなくてはならないと考えていた」、「政治家が「危険だから行けない」というのは作業を指示している立場として発してはならない言葉だと思っていた」と述べている。
同年6月27日、菅直人内閣総理大臣から補佐官を退任し、経済産業副大臣に就任するよう要請を受けるが、「原発事故対応補佐官として事態収束に取り組んできた自分が、それ以外の経産省の役目を受けるわけにはいかない」「今までの基準で原発の安全宣言を出し、自治体に再開要請した経産省の政策を容認できない」という理由で固辞し、首相補佐官を退任した。
これにより、汚染水対策として馬淵らが計画し、準備段階にまで入っていたベントナイトスラリーウォール（ベントナイトを材料とした粘土壁）により四方を囲む遮水壁を建設する計画は頓挫した。元々、1000億円かかると見られる費用をめぐり「資本市場への混乱を招く」と東京電力が渋っていた計画であったが、馬淵退任の6月27日は奇しくも、東電の株主総会の前日であった。
2011年6月18日、地元・奈良県で開いた国政報告会で民主党代表選挙への立候補に意欲を示し、消費税増税に反対する意向を表明した。7月29日に立候補する意向を固める。8月24日のラジオ番組で、8月3日に成立した原子力損害賠償支援機構法について「党代表、首相になればすぐに見直し、東電の法的整理に踏み込む」と述べた。8月26日、民主党代表選への立候補を正式に表明し、翌27日に立候補を届け出た。28日の討論会では復興増税に反対、原発事故には国の責任で対応するよう主張した。
8月29日の民主党代表選挙において、1回目の投票では24票を獲得したが、これは5候補中最少の票数であった。出陣式では「増税すべきでなく、決選投票になった場合は、私の政策に近い海江田さんに投票していきたい」と述べ、海江田万里と野田佳彦による決選投票では海江田に投票したが、投票中にNHKが「馬淵前国交相は今日午前の出陣式で、決選投票になった場合は海江田経産相以外の候補者に投票するよう陣営に呼びかけた」と誤って報道したため、決選投票の結果に影響した可能性があると指摘されている。
2012年7月、衆議院災害対策特別委員長に就任。同年10月、民主党政策調査会長代理に就任。

### 民主党下野後
2012年12月の第46回衆議院議員総選挙では民主党に猛烈な逆風が吹き荒れる中、奈良1区で自民党新人の小林茂樹を7,669票差で破り、4選。民主党惨敗を受け、辞意を表明した野田佳彦代表の後継を選出する民主党代表選挙に立候補する意向を表明したが、90票を獲得した海江田万里元経済産業大臣に対し、54票を獲得するに留まり、海江田に敗れた。海江田執行部において、民主党幹事長代理に就任。
2013年5月、民主党幹事長代行に昇格。同年9月の党役員人事では、民主党選挙対策委員長に起用された。
2014年12月14日の第47回衆議院議員総選挙で5選。この選挙で民主党代表の海江田万里が落選。海江田の辞任に伴い2015年1月18日に行われた代表選挙では、細野豪志の推薦人に名を連ねた。
2015年12月、民主党筆頭副幹事長に就任。

### 民進党
2016年9月に行われた民進党代表選挙ではどの立候補者の推薦人にもならなかった。選挙対策委員長は次期衆院選で公認調整を行う難しい役職ゆえに、蓮舫代表は党内で中立的な立場を取った馬淵に白羽の矢を立てた。
なお、2013年の第23回参議院議員通常選挙及び2016年の第24回参議院議員通常選挙そして2014年の第47回衆議院議員総選挙によって、馬淵以外の現職候補が落選したため、奈良県連に所属する唯一の民進党の国会議員であった。

### 希望の党
2017年10月22日の第48回衆議院議員総選挙では希望の党公認で立候補したが、自民党公認の小林茂樹に小選挙区で惜敗率97.27%で敗れ、重複立候補していた比例近畿ブロックでも同党が3議席しか獲得できなかったこともあり比例復活での当選も出来ず、落選が決定。2003年の第43回衆議院議員総選挙以来、14年間守り続けてきた議席を失い奈良県は自民独占県となった。
落選後の2018年4月、同じく選挙で敗北した民進党の前職、新人らを集めた政治団体・一丸の会を結成した。

### 国政復帰
2018年12月27日に、大阪12区選出の北川知克（自民党）が死去し、2019年4月に同選挙区で行われる予定の補欠選挙で、旧希望の党比例近畿ブロック単独で当選していた樽床伸二が同補選への立候補の意思を表明、同年1月28日に議員を辞職したことにより、2月4日の選挙会において馬淵の繰り上げ当選が決定。翌5日付で告示された。同年9月30日、立憲民主党・国民民主党・社会保障を立て直す国民会議の旧民進系3派による院内会派「立憲民主・国民・社保・無所属フォーラム」に参加。
2019年11月4日、奈良県上北山村内の国道169号で妻が運転する車が道路脇の擁壁に衝突し、助手席の馬淵は左手首の骨折と腸間膜損傷で全治1か月の重傷、妻も肋骨にヒビが入る軽傷を負った。2019年12月27日に退院したことを公式ホームページ上で発表した。

### 国民民主党
2020年6月2日、国民民主党に入党届を提出。翌3日、受理された。

### 立憲民主党
2020年9月3日、立憲民主党と国民民主党が合流して結成される新党（新立憲民主党）に参加する意向を表明した。10月26日、衆議院決算行政監視委員長に就任。同年11月15日、立憲民主党の奈良県連の結成大会が開かれ、馬淵が代表に就任した。
2021年10月13日、日本共産党は次期衆院選に向け、立憲民主党と競合する22の選挙区で候補者を取り下げる方針を発表。その中には奈良1区も含まれていた。10月14日、立候補を取りやめた日本共産党の谷川和広は記者会見し、馬淵の支援を正式表明した。10月31日の第49回衆議院議員総選挙で馬淵は自民党現職の小林茂樹と日本維新の会の前川清成を破り、7度目の当選を果たした（小林と前川は比例復活で当選）。同年11月1日、奈良県庁で会見し、状況が整えば次期代表選へ出馬する可能性を示唆した。11月2日、枝野幸男は党代表辞任を表明し、11月12日付で辞任。11月19日に代表選挙が告示されたが、結局、馬淵は立候補しなかった。代表選挙では泉健太の推薦人となり、12月2日、新代表に選出された泉の下、党国会対策委員長に就任した。2022年8月26日、立憲民主党の新執行部が発足に伴い、国対委員長を退任（後任には前代の安住淳が再起用された）。
2024年の代表選挙では立候補を模索していたが、9月5日、自身と泉健太・江田憲司の3陣営の候補者一本化を優先するとして不出馬を表明した。同月30日、次の内閣ネクスト経済財政担当大臣に就任。
2024年10月27日の第50回衆議院議員総選挙で奈良１区で8度目の当選。
2025年7月25日、第27回参議院議員通常選挙の奈良選挙区で党公認候補が落選した責任を取り、党奈良県連代表を辞任した。

## 政策・主張

### 構造計算書偽造問題
- 2005年に問題となったA一級建築士らによる構造計算書偽造問題において各委員会や証人喚問では民主党を代表して与党側への追及の先頭に立つ。これに伴い、TBSテレビ『みのもんたの朝ズバッ!』などのテレビ番組に多数出演した[79]。
  - なお、構造計算書偽造問題に関わるきっかけは「なぜか、いきなり匿名の構造計算書が送られてきて、それを前原誠司代表（当時）にみせたところ、5分後に出発する予定の民主党の耐震偽装問題調査のためのバスに乗るようにいわれた」との事。また、この問題について政策秘書の大西健介は「きっこの日記」のきっこと情報交換していたことを「耐震強度偽装問題での教訓」で語っている[80]。

### 箇所付け漏洩問題
予算審議中に国土交通省関連公共事業の予算配分方針（箇所付け）を、国交省の政務三役（前原誠司国交相、馬淵副大臣、三日月大造国土交通大臣政務官）が承知した上で、三日月大臣政務官から阿久津幸彦民主党副幹事長を通じて地方組織に渡され、その資料が地方自治体に漏洩していたことが発覚。さらに自民党の金子一義が衆議院予算委員会で、地方組織に渡された資料の提出を要求したが、国土交通省から提出された資料は地方組織へ渡されたものとは異なっていた。自民党の赤沢亮正は「国会にガセネタが提出された」「永田メール問題と全く本質は変わらない」として、永田メール問題が発覚した当時の民主党代表だった、国土交通大臣の前原をはじめ国土交通省及び政務三役の対応を予算委員会で追及し、国会審議を軽視するものと反発。馬淵は「あくまで中間報告」と弁明。連立与党の国民新党と社民党からも、民主党地方組織が優先されて、連立与党への伝達が後回しになったことに対する反発が起きた。

### 尖閣諸島中国漁船衝突映像流出事件への対応
尖閣諸島中国漁船衝突映像流出事件発生に際しては、菅直人首相や仙谷由人内閣官房長官に対し、「大臣を退任することなどは一切構わないが、それによってなんら尖閣の守りに関して変わるわけではない。このときにこそ領海警備の強化を図らなければならない」と強く主張。問責を受けてから退任直前までの41日間で「海上警察権のあり方に関する検討の国土交通大臣基本指針」をまとめ、2011年1月7日に発表。これは「海上保安庁法及び領海等における外国船舶の航行に関する法律の一部改正案」の骨子となり、閣法として直後の第177回国会に提出される予定であったが、東日本大震災の影響で延期、2012年2月28日の提出まで一年間塩漬けされることになった。その後もねじれ国会などで審議が遅れ、衆議院での可決を経て、参議院で可決されたのは、骨子成立から実に1年半以上たった2012年8月29日であり、同年8月15日に起きた香港活動家による尖閣上陸事件には間に合わなかった。このことについて馬淵は「成立していれば十分阻止できたとの思いがこみ上げ、憤懣やるかたない」と述べている。

### 企業献金廃止
企業献金の全面撤廃を主張し、自ら実践している。地元選挙区である奈良1区に帰っている時は、秘書と共に一軒一軒インターホンを押しながら市内を歩き回り、献金のお願いをして回っており、その様子がテレビ朝日の『報道ステーション』で放送されたことがある（2009年6月12日放送分）。政治活動を始めてから一切企業団体献金を受け取ったことはない。また、企業献金の受け皿となる資金集めパーティーも開催したことがない。これについては、「利権ではなく、信念に基づいた政治を行うため」と説明しており、実際「個人献金集めは大変だが、業界団体のいう事を聞かなくて済むから、楽だともいえる」とも述べている。

### 高速道路無料化
高速道路無料化に関しては熱心でフジテレビの番組『サキヨミ』（2009年8月2日放送分）、『とくダネ!』（同年9月3日放送分）や清水草一の著書『高速道路の謎』（扶桑社新書）のインタービューでも高速道路無料化のメリットをアピールしている。その際影響を受ける公共交通機関の処遇については、「雇用問題等が発生することは承知しているが、これは産業構造の転換である」「石炭産業と同じように衰退するものを無理矢理守る必要はない」「これからはますます高齢化社会になる。鉄道・フェリー会社が倒産するところが出ても仕方がない。雇用継続の何らかの施策を講じる必要がある」などと述べた。また2010年11月5日の大臣会見では、明石淡路フェリーが11月16日から運航休止することについて、高速道路無料化による影響ではないかとの質問に対し、「公共交通機関への影響というものは一部の路線のみならず全体の評価というものをしなければならない」「最終的には社会実験の結果の検証の中で明らかにすべき」と答えた。

### 天皇退位問題
2016年10月より発足した民進党の皇位検討委員会事務局長として、党内で「皇位継承等に向けた論点整理」を取りまとめた。その中では、（1）退位についての論点として天皇の退位を認めるべき（2）皇室典範か特例法かに関しては皇室典範の改正によるべき（3）皇室典範改正の基礎的論点については皇室典範第4条の改正が中心になる。「天皇は、皇嗣が成年に達しているときは、その意思に基づき、皇室会議の議により退位することができる。」との規定を新設すべきである、としている。
こうした考え方は後の衆参両議長の下に設置された「天皇の退位等についての立法府の対応に関する全体会議」のとりまとめや、全体会議を経て閣議決定された「天皇の退位等に関する皇室典範特例法案」にも反映された。また、2017年6月1日に衆議院議院運営委員会で特例法案に関する質疑に立ち、内閣官房長官の菅義偉から（1）同法案は将来の天皇の退位の際の先例となり得る、（2）（退位の時期について）政府は円滑に退位が実施できるよう最善の努力を行う、（3）安定的な皇位継承を確保するための女性宮家の創設などの方策については、法施行後の具体的な検討に向けて適切に対応する、という趣旨の答弁を得た

### その他
- 9条を含めた憲法改正に賛成[95]。
- 2012年時点は、集団的自衛権の行使を禁じた政府の憲法解釈を見直すことに賛成[95]。
- 日本の核武装について検討すべきでないとしている[95]。
- 2012年時点は、原子力規制委員会の新基準を満たした原発は再開すべきとしている[95]。
- 選択的夫婦別姓制度導入に賛成[96]。
- 女性宮家の創設に賛成[95]。
- 2012年時点は日本のTPP参加に賛成だった[95]。

## 不祥事
2021年の第49回衆議院議員総選挙で、馬淵への投票を呼び掛ける選挙運動の見返りに、大学生の運動員に報酬を支払ったなどとして、奈良市議の男が、11月30日付で公職選挙法違反（買収など）の疑いで書類送検された。ビラ配りなどを大学生2人に頼み、見返りとして1人に現金計1万5千円を渡し、別の1人には半日で5千円支払うと約束したという。2023年3月に奈良地方検察庁はこの奈良市議を不起訴処分とした。

## 馬淵家
- 曽祖父・金吾（弘化4年3月22日（1847年5月6日） - 没年不明）
  - 静岡県平民・先代孝之進の弟として生まれる[99]。慶應元年4月（1865年5月）、家督を相続する。実業界に入り、浜松貯蓄銀行頭取や資産銀行、日本形染株式会社、日本楽器製造株式会社（現・ヤマハ）各取締役を歴任した。また浜松商業会議所議員、静岡県大人見村（現・浜松市）区長、静岡県議会議員を務め、第二十八国立銀行、遠州紡績会社、帝国製帽、浜松委託会社の設立にも携わった[100][101]。
- 曽祖母・きみ（嘉永3年8月（1850年9月） - 没年不明）
  - 静岡県平民・竹山孫右衛門の妹[99]。
- 祖父・恒蔵（1885年5月 - 没年不明）
  - 金吾の三男[99]。
- 祖母・佐輿（生没年不明）
- 父・俊造（1928年3月6日 - 2014年8月3日）[102]
  - 静岡県浜松市で恒蔵・佐輿の三男として生まれる[103]。陸軍士官学校第61期生として第22中隊第2区隊に所属。秩父にて敗戦を迎える。戦後はサラリーマンとして生き、奈良に転居した。
- 母・法子（1928年 - 2014年2月7日）[104]
- 弟・哲矢（1963年 - ）
  - 流通経済大学経済学部卒。2012年よりボン イマージュ、イマージュエンターテインメント代表[105]。

## 議員連盟
- 消費税減税研究会（共同代表）
- 日本・シンガポール友好議員連盟（幹事長）
- 日本の未来を創る勉強会（世話人）
- 子どもの貧困対策推進議員連盟
- 自転車活用推進議員連盟[106]
- 格闘技振興議員連盟[107]

## 人物
- 家族は妻、1男5女。血液型はB型[108]。
- 筋力トレーニングが趣味で、僧帽筋（首から肩の身体の背面の筋肉）が外見上も特徴的に発達しており、著名な米国の映画俳優で元カリフォルニア州知事のアーノルド・シュワルツェネッガーにちなみ、あだ名で「ターミネーター」と呼ばれる[109]。国土交通大臣を退任する際の記者会見では『ターミネーターシリーズ』にちなみ、「I'll be back」と述べた。
- 子どもの頃は奈良市内の鶴舞団地に居住していた。馬淵の自宅は60号棟であったが、向かいの61号棟にはマイクロソフト日本法人の元代表執行役最高執行責任者の樋口泰行、日本テレビキャスターの笛吹雅子が居住していた。とりわけ3歳年上の樋口とは一緒に野球して遊んだ仲であったという[110]。
- 産経新聞の報道によると、民主党選挙対策委員長就任後、民主党が惨敗して政権から下野した2012年の第46回衆議院議員総選挙において落選した候補者に対して第23回参議院議員通常選挙での協力を前提に月額50万円を支給した。なお、参院選の落選者には同様の支援は行わなかった[111]。
- 評論家の宮崎哲弥と経済学者の田中秀臣は、2017年9月5日に放送されたニッポン放送「ザ・ボイス そこまで言うか!」の中で、リスナーからの「二人が経済政策の観点からみてよいと思う政治家は誰ですか?」という問いに対し、そろって馬淵の名前を挙げ、「推さざるを得ない、他にいない」と述べている[112]。
- ジャーナリストの須田慎一郎は東京都立上野高校の1年後輩で、『そこまで言って委員会NP』の番組内等で、須田と共演や政治資金パーティのスピーチをしてる関係性だが、須田は「高校時代よく殴られた」と語っている[113]。

## 著書
- 『原発と政治のリアリズム』 新潮新書 2012年1月 ISBN 978-4106105043

## 選挙歴
| 当落 | 選挙                   | 執行日         | 年齢 | 選挙区      | 政党       | 得票数    | 得票率 | 定数 | 得票順位 /候補者数 | 政党内比例順位 /政党当選者数 |
| ---- | ---------------------- | -------------- | ---- | ----------- | ---------- | --------- | ------ | ---- | ------------------ | ---------------------------- |
| 落   | 第42回衆議院議員総選挙 | 2000年06月25日 | 39   | 奈良県第1区 | 民主党     | 5万4684票 | 32.69% | 1    | 2/4                | 15/7                         |
| 当   | 第43回衆議院議員総選挙 | 2003年11月09日 | 43   | 奈良県第1区 | 民主党     | 7万9529票 | 48.18% | 1    | 1/3                | /                            |
| 当   | 第44回衆議院議員総選挙 | 2005年09月11日 | 45   | 奈良県第1区 | 民主党     | 7万3062票 | 37.23% | 1    | 1/4                | /                            |
| 当   | 第45回衆議院議員総選挙 | 2009年08月30日 | 49   | 奈良県第1区 | 民主党     | 12万812票 | 60.67% | 1    | 1/4                | /                            |
| 当   | 第46回衆議院議員総選挙 | 2012年12月16日 | 52   | 奈良県第1区 | 民主党     | 6万8712票 | 37.86% | 1    | 1/4                | /                            |
| 当   | 第47回衆議院議員総選挙 | 2014年12月14日 | 54   | 奈良県第1区 | 民主党     | 7万9265票 | 48.41% | 1    | 1/4                | /                            |
| 繰当 | 第48回衆議院議員総選挙 | 2017年10月22日 | 57   | 奈良県第1区 | 希望の党   | 8万8082票 | 39.69% | 1    | 2/3                | 4/3                          |
| 当   | 第49回衆議院議員総選挙 | 2021年10月31日 | 61   | 奈良県第1区 | 立憲民主党 | 9万3050票 | 38.97% | 1    | 1/3                | /                            |
| 当   | 第50回衆議院議員総選挙 | 2024年10月27日 | 64   | 奈良県第1区 | 立憲民主党 | 9万323票  | 38.96% | 1    | 1/5                | /                            |